# Caligus lacustris
Caligus lacustris – gatunek pasożyta z podgromady widłonogów, rodziny Caligidae.
Długość ciała: 4,0–7,6 mm u samicy. Kształt ciała walcowaty. Posiada wyodrębnioną głowę z dwoma parami wyrostków. Worki jajowe samicy są wydłużone i osiągają długość 2/3 długości ciała. Pasożyt zakotwicza się w ciele żywiciela głową, pozostawiając wystający na zewnątrz tułów i odwłok.
Jest pasożytem skóry i płetw ryb. Pasożytuje na wielu gatunkach ryb. Głównym żywicielem jest leszcz (Abramus brama). Pasożyty te występują na obszarze Europy oraz Azji.

## Rozwój
W rozwoju osobniczym występują 2 stadia nauplius i 5 stadiów kopepodit. Tylko stadia nauplius nie prowadzą pasożytniczego trybu życia. Samice przytwierdzają się do skóry ryb i wnikają głęboko aż do mięśni.